# Нино Жугељ
 Нино Жугељ (23. мај 2000) је словеначки професионални фудбалер, који игра на позицији везног играча. 

## Каријера
Играчку каријеру је почео у Словеначком Градецу, након тога играо за Дравоград и Марибор. Професионалну каријеру започео је у Марибору, а прву утакмицу за први тим одиграо је 23. фебруара 2019. године у мечу против Муре, пре него што је био на позајмицама у птујској Драв и Браву. Свој први гол за Марибор постигао је 8. јула 2021. против Урартуа у квалификацијама за УЕФА Лигу Европе Конференције.
Дана 1. августа 2023. приступио је клубу Боде/Глимт за наводну цену трансфера од око 700.000 евра.

## Статистика каријере
Ажурирано 2. јуна 2024.
| Клуб                   | Сезона            | Лига                 | Лига | Лига | Национални куп | Национални куп | Континентални куп | Континентални куп | Укупно | Укупно |
| Клуб                   | Сезона            | Лига                 | Ута  | Гол  | Ута            | Гол            | Ута               | Гол               | Ута    | Гол    |
| ---------------------- | ----------------- | -------------------- | ---- | ---- | -------------- | -------------- | ----------------- | ----------------- | ------ | ------ |
| Марибор                | 2018–19]          | Прва лига Словеније  | 3    | 0    | 0              | 0              | —                 | —                 | 3      | 0      |
| Марибор                | 2019–20           | Прва лига Словеније  | 0    | 0    | 0              | 0              | 0                 | 0                 | 0      | 0      |
| Марибор                | 2021–22           | Прва лига Словеније  | 29   | 4    | 1              | 0              | 4                 | 2                 | 34     | 6      |
| Марибор                | 2022–23           | Прва лига Словеније  | 1    | 1    | 0              | 0              | 4                 | 0                 | 5      | 1      |
| Марибор                | Укупно            | Укупно               | 33   | 5    | 1              | 0              | 8                 | 2                 | 42     | 7      |
| Драва Птуј (позајмица) | 2019–20           | Друга лига Словеније | 1    | 0    | —              | —              | —                 | —                 | 1      | 0      |
| Браво (позајмица)      | 2020–21           | Прва лига Словеније  | 18   | 0    | 1              | 0              | —                 | —                 | 19     | 0      |
| Боде/Глимт             | 2022              | Елитсеријен          | 7    | 1    | 0              | 0              | 1                 | 1                 | 8      | 2      |
| Боде/Глимт             | 2023              | Елитсеријен          | 12   | 2    | 6              | 5              | 7                 | 0                 | 25     | 7      |
| Боде/Глимт             | 2024              | Елитсеријен          | 12   | 3    | 2              | 0              | 2                 | 0                 | 16     | 3      |
| Боде/Глимт             | Укупно            | Укупно               | 31   | 6    | 8              | 5              | 10                | 1                 | 49     | 12     |
| Укупно у каријери      | Укупно у каријери | Укупно у каријери    | 83   | 11   | 10             | 5              | 18                | 3                 | 111    | 19     |

## Награде и тројефи
Марибор
- Друга лига Словеније : 2018/19, 2021/22.[5]

Боде/Глимт
- Елитсеријен : 2023.[5]